# Progress M-MIM2
Module de l'ISS
Progress M-MIM2 (en russe : Прогресс М-МИМ2), ou Progress M-MRM2, initialement désigné Progress M-SO2, est un vaisseau Progress-M modifié qui a été utilisé pour amener le module d'amarrage Poisk à la Station spatiale internationale. Il est basé sur le vaisseau Progress-M 11F615A55, avec le module de fret pressurisé enlevé pour installer Poisk, et avait la numéro de série 302. Il était similaire au vaisseau Progress M-SO1 qui a été utilisé pour livrer le compartiment d'amarrage Pirs à la station en 2001. Son identifiant NSSDC est 2001-060A.

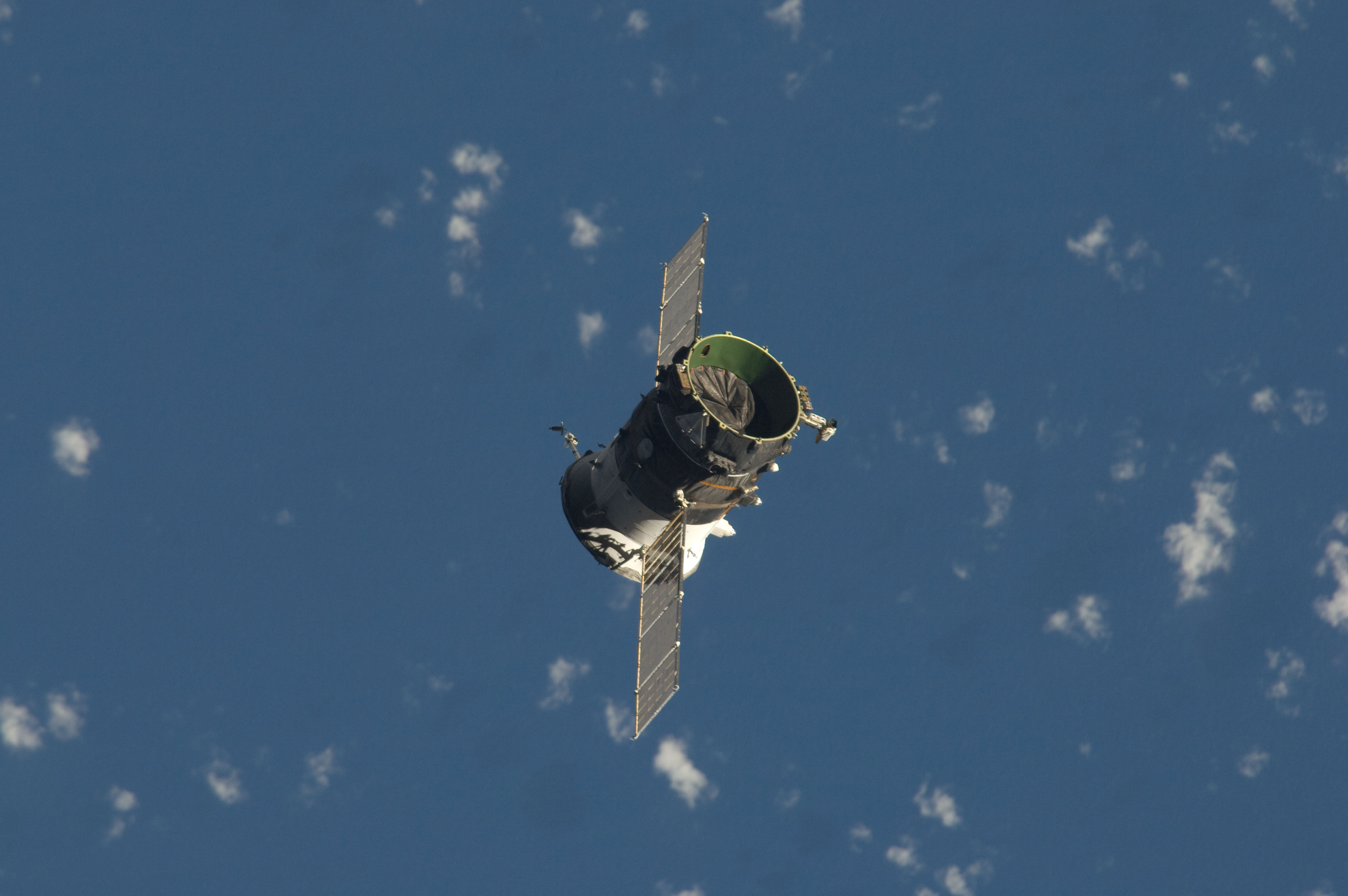
Départ de Progress M-MIM2.

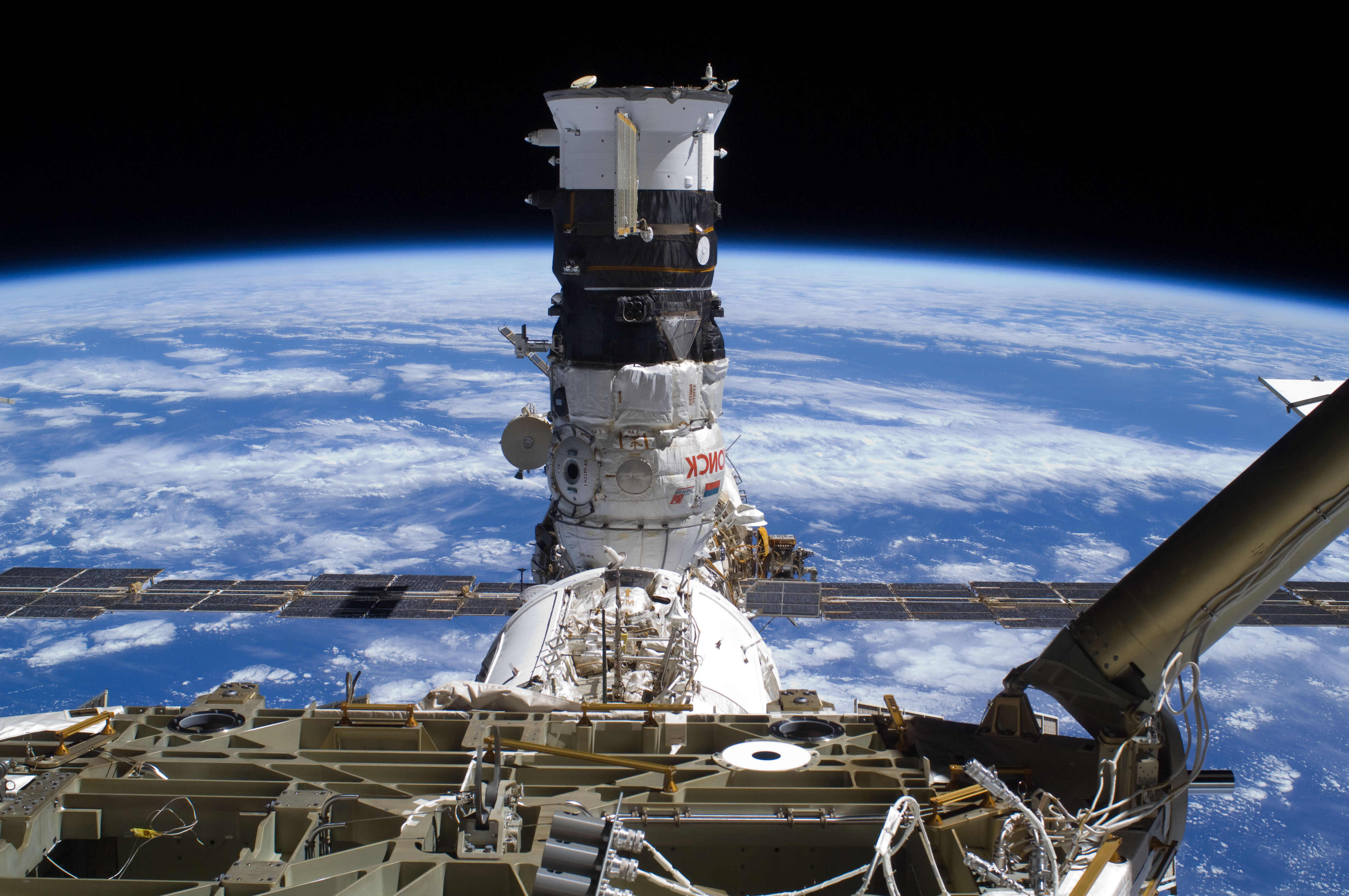
Progress M-MIM2 et Poisk amarrés à l'ISS.

Progress M-MIM2 et Poisk ont été lancées par un lanceur Soyouz-U du site 1/5 au cosmodrome de Baïkonour. Le lancement a eu lieu à 14 h 22 TU le 10 novembre 2009. Lors de son lancement, Progress M-MIM2 avait une masse totale de 7 102 kg, comprenant les 3 670 kilogrammes du module Poisk,. Le vaisseau a suivi une orbite terrestre basse d'inclinaison 51.6°.
Le vaisseau s'est amarré au port zénith du module Zvezda de la Station spatiale internationale le 12 novembre. La capture est survenu à 15 h 41 TU, et l'amarrage a été mené avec succès à 15 h 44 TU. À 00 h 16 TU, le 8 décembre, Progress M-MIM2 été détachés de Poisk, et à 04 h 48 TU, ses moteurs ont été allumés pour commencer une désorbitation. Il est rentré dans l'atmosphère au-dessus de l'océan Pacifique à 05 h 27 TU, et a été détruit à 05 h 32 TU, point d'impact : 50° 27′ S, 135° 53′ O